# Caroll
Caroll ist sowohl ein weiblicher wie männlicher Vorname und auch Familienname. Zur Namensbedeutung siehe Carol.

## Namensträger

### Weiblicher Vorname
- Caroll Vanwelden (* 1971), belgische Jazzsängerin und Pianistin

### Männlicher Vorname
- Caroll Spinney (1933–2019), US-amerikanischer Puppenspieler

### Familienname
- Christina Caroll (* 1921), rumänisch-amerikanische Opernsängerin (Sopran)
- Donna Caroll (1938–2020), argentinische Jazzsängerin und Schauspielerin
- Joan Caroll (* 1932), US-amerikanische Opernsängerin (Sopran)